# ARFU Asian Rugby Championship 1976
Die ARFU Asian Rugby Championship 1976 war ein Wettbewerb für asiatische Nationalmannschaften in der Sportart Rugby Union. Es handelte sich um die fünfte Ausgabe der vom Verband Asian Rugby Football Union (ARFU) organisierten Rugby-Union-Asienmeisterschaft. Beteiligt waren fünf Mannschaften, die vom 13. bis 20. November an einem Rundenturnier in Seoul gegeneinander antraten. Japan gewann zum fünften Mal den Asienmeistertitel.

## Tabelle
|    | Land     | Spiele | Siege | Unent. | Ndlg. | Spiel- punkte | Diff. | Tabellen- punkte |
| -- | -------- | ------ | ----- | ------ | ----- | ------------- | ----- | ---------------- |
| 1. | Japan    | 4      | 4     | 0      | 0     | 194:21        | + 173 | 6                |
| 2. | Südkorea | 4      | 3     | 0      | 1     | 103:41        | + 62  | 4                |
| 3. | Taiwan   | 4      | 1     | 0      | 3     | 46:82         | − 36  | 2                |
| 4. | Thailand | 4      | 1     | 0      | 3     | 38:84         | − 46  | 2                |
| 5. | Malaysia | 4      | 1     | 0      | 3     | 25:178        | − 153 | 2                |

## Ergebnisse
| 13. November 1976 | Japan | 42 : 6 | Taiwan | Dongdaemun-Stadion, Seoul |
| 13. November 1976 |       |        |        | Dongdaemun-Stadion, Seoul |

| 13. November 1976 | Südkorea | 58 : 6 | Malaysia | Dongdaemun-Stadion, Seoul |
| 13. November 1976 |          |        |          | Dongdaemun-Stadion, Seoul |

| 14. November 1976 | Japan | 95 : 3 | Malaysia | Dongdaemun-Stadion, Seoul |
| 14. November 1976 |       |        |          | Dongdaemun-Stadion, Seoul |

| 14. November 1976 | Taiwan | 16 : 4 | Thailand | Dongdaemun-Stadion, Seoul |
| 14. November 1976 |        |        |          | Dongdaemun-Stadion, Seoul |

| 16. November 1976 | Südkorea | 20 : 11 | Taiwan | Dongdaemun-Stadion, Seoul |
| 16. November 1976 |          |         |        | Dongdaemun-Stadion, Seoul |

| 16. November 1976 | Japan | 46 : 9 | Thailand | Dongdaemun-Stadion, Seoul |
| 16. November 1976 |       |        |          | Dongdaemun-Stadion, Seoul |

| 18. November 1976 | Malaysia | 16 : 13 | Taiwan | Dongdaemun-Stadion, Seoul |
| 18. November 1976 |          |         |        | Dongdaemun-Stadion, Seoul |

| 18. November 1976 | Südkorea | 22 : 13 | Thailand | Dongdaemun-Stadion, Seoul |
| 18. November 1976 |          |         |          | Dongdaemun-Stadion, Seoul |

| 20. November 1976 | Südkorea | 3 : 11 | Japan | Dongdaemun-Stadion, Seoul |
| 20. November 1976 |          |        |       | Dongdaemun-Stadion, Seoul |

| 20. November 1976 | Thailand | 12 : 0 | Malaysia | Dongdaemun-Stadion, Seoul |
| 20. November 1976 |          |        |          | Dongdaemun-Stadion, Seoul |